# Konstantín Ivanov
Konstantín Vassílievitx Ivanov (rus: Константин Васильевич Иванов) (Slakpuś, Baixkortostan, 17 de maig de 1890 – Slakpuś, 26 de març de 1915) fou un poeta i traductor txuvaix, figura cabdal de la literatura txuvaix, conegut sobretot pel seu llarg poema Narspí.
Va néixer el 17 de maig de 1890 en el poble txuvaix de Slakpuś (baixkir: Iślaqbaş, rus: Slakbaix), poble de la gubèrnia d'Ufà. Era d'una família de pagesos rics de la molt nombrosa diàspora txuvaix de Baixkíria. Molts dels seus familiars, que valoraven l'educació, eren alfabetitzats, cosa poc habitual per a l'època.
El 1898, amb vuit anys, Ivanov va començar a l'escola primària del seu. En acabar, el 1903, va anar a estudiar a l'Escola Central de Mestres Txuvaixos, a Simbirsk. És aquí on va començar a rebre classes de pintura i música, per les quals va mostrar grans habilitats, alhora que prenia coneixement dels clàssics de la literatura russa. Va també interessar-se molt per la poesia popular oral.
Els anys 1905, 1906 i 1907, amb la Revolució de 1905 i els canvis democratitzadors que va comportar, van generar una efervescència entre l'alumnat de l'escola. A l'inici de 1907, amb l'obertura de la legislatura de Segona Duma, els alumnes van organitzar mítings, protestar contra el «xovinisme» dels professors i van declarar-se en vaga. El resultat va ser que Ivanov, amb tota la seva classe, van ser expulsats de l'escola. El fundador i director de l'escola, Ivan Iàkovlev, però, el va convidar, a la tardor del mateix any, a treballar a la Comissió de traducció i d'edició de llibres en txuvaix.
El seu període de major creació literària va ser entre els anys 1906 i 1908. Per una banda, va traduir poemes d'autors russos, majoritàriament de Lérmontov, per també de Koltsov, Nekràssov, Ogariov, Màikov, Balmont i d'altres. Segons el seu company i amic Nikolai Șupuśśınni, les traduccions de Lérmontov van ser fetes a la demanda de Iàkovlev. Per damunt de tot, però, destaca la seva producció en txuvaix de poemes, balades i tragèdies. com Ikĕ hĕr («Dues filles»), Tălăh arăm («La vídua»), Timĕr tılă («El molinet de ferro»), Vıśăpa aptranăskersem («Els famolencs»), Şuittan çuri («L'esclau del Diable). La seva obra cabdal, Narspí, aparegué el 1908, en un recull editat per Iàkovlev.
Després d'aprovar l'examen de batxillerat va treballar sobretot per a Iàkovlev traduint, corregint i il·lustrant textos. La seva producció més important d'aquest període és la traducció al txuvaix del Càntic dels càntics.
La tardor de 1914, ja molt afectat per la turberculosi, va haver de deixar la feina i va tornar al seu poble, on morí uns mesos després.